# サンパウロ送電
サンパウロ送電（Companhia de Transmissão de Energia Elétrica Paulista - CTEEP）は、ブラジル･サンパウロに本社を置く企業である。ブラジルで発電される電力の30％を送電している。サンパウロ州においては、ほぼ独占状態である。サンパウロ州以外での送電地域は、リオグランデ・ド・スル州、サンタカタリーナ州、パラナ州、ミナスジェライス州、ロンドニア州、マットグロッソ州、マットグロッソ・ド・スル州、トカンティンス州、マラニョン州、ピアウイ州に及ぶ。
サンパウロ送電のインフラストラクチャーとして挙げられるのが、12,140キロメートルに及ぶ電線網、1,955キロメートルに及ぶ光ファイバー網、102の変電所を保有している。送電に関する監視センター（TOC）はサンパウロ州のJundiaíに、バックアップセンターをCabreúvaに設けている。
2006年、サンパウロ送電はコロンビアの企業グループであるISAが発行済み株式の50.1パーセントを保有しているISAが筆頭株主となっている。ISAは、サンパウロ州が保有していた株式をオークションで販売したときに株主となった。サンパウロ証券取引所に株式は上場している。